# Корінець Леонід Васильович
Леонід Васильович Корінець (1 січня 1959, смт Неполоківці, Кіцманський район, Чернівецька область — 8 жовтня 2015) — український естрадний співак, соліст Чернівецької обласної філармонії. Заслужений  артист України (2002).

## Біографія
Народився 1 січня 1959 року в смт Неполоківці Кіцманського району Чернівецької області. Закінчив Неполоківську середню школу, Кіцманську музичну школу. Трудову діяльність розпочав у 1980 році солістом естрадно-експериментального театру «Колесо» Чернівецької обласної філармонії.

## Творча діяльність
Брав участь у концертній діяльності філармонії. Володіючи прекрасним оксамитовим голосом (тенор), розширював свій репертуар творами, що прославляють незалежність України, рідний край. Активно виступав у музичному абонементі «Філармонія дітям, школярам та студентам», здійснив гастрольний тур по українських містах у мистецькій програмі «Дружина Президента — дітям України». Гастролював у Польщі (1992), Румунії (1993), Чехії (1999), брав участь у І-му фестивалі сучасної української естрадної пісні ім. Назарія Яремчука, виступав у творчому звіті мистецьких колективів Чернівецької області на сцені Національного палацу культури «Україна».

## Нагороди, відзнаки
- Заслужений артист України (2002).
- Лауреат Міжнародного фестивалю-конкурсу української пісні «Золоті трембіти» (1991).
- Лауреат Міжнародного пісенного фестивалю «Доля» (1992).
- Лауреат всеукраїнського фестивалю сучасної української пісні «Пісенний вернісаж-2000» (2001).